# Llista d'aeroports de Tunísia
Llista d'aeroports de Tunísia:
Internacionals: 
- Tunis-Cartago, codi TUN, governació de Tunis, delegació de Cité El Khadra
- Djerba-Zarzis, codi DJE, Governació de Médenine, delegació de Houmt Souk
- Gafsa-Ksar, codi GAF, Governació de Gafsa, delegació de El Ksar
- Monastir-Habib Bourguiba, codi MIR, governació de Monastir, delegació de Monastir
- Sfax-Thyna, codi SFA, governació de Sfax, delegació de Sfax
- Tabarka 7 de novembre, codi TBJ, governació de Jendouba, delegació de Tabarka
- Tozeur-Nefta, codi TOE, governació de Tozeur, delegació de Tozeur
- El Borma, codi EBM, governació de Tataouine, delegació de Remada, ciutat El Borma
- Enfidha (en construcció), governació de Sussa, delegació d'Enfidha

Nacionals:
- Bir Ezzobas, governació de Tataouine, delegació de Remada
- Borj El Amri, governació de Manuba, delegació de Borj El Amri
- La Skhira, governació de Sfax, delegacio de Skhira
- Montesseur, governació de Tataouine, delegació de Remada
- Sp 3, governació de Tataouine, delegació de Remada
- Sp 4, governació de Tataouine, delegació de Remada